# Undisputed British Women's Championship (RevPro)
El Undisputed British Women's Championship (Campeonato Induscutible Británico Femenino, en español) es un campeonato femenino de lucha libre profesional perteneciente a la promoción Revolution Pro Wrestling (RevPro). El título fue creado y debutó el 7 de enero de 2018.

## Torneo Inaugural (2018)
|  | Cuartos de final | Cuartos de final | Cuartos de final |     |  | Semifinales | Semifinales     | Semifinales     |     |  | Final | Final | Final |  |
|  |                  |                  |                  |     |  |             |                 |                 |     |  |       |       |       |  |
|  |                  |                  |                  |     |  |             |                 |                 |     |  |       |       |       |  |
|  | Zoe Lucas        | Zoe Lucas        | Pin              |     |  |             |                 |                 |     |  |       |       |       |  |
|  | Zoe Lucas        | Zoe Lucas        | Pin              |     |  |             |                 |                 |     |  |       |       |       |  |
|  | Zan Phoenix      |                  |                  |     |  |             |                 |                 |     |  |       |       |       |  |
|  |                  | Zoe Lucas        | Zoe Lucas        | Sub |  |             |                 |                 |     |  |       |       |       |  |
|  |                  |                  |                  | Sub |  |             |                 |                 |     |  |       |       |       |  |
|  |                  |                  | Deonna Purrazzo  |     |  |             |                 |                 |     |  |       |       |       |  |
|  | Deonna Purrazzo  | Deonna Purrazzo  | Sub              |     |  |             |                 |                 |     |  |       |       |       |  |
|  | Deonna Purrazzo  | Deonna Purrazzo  | Sub              |     |  |             |                 |                 |     |  |       |       |       |  |
|  | Sammi Jayne      |                  |                  |     |  |             |                 |                 |     |  |       |       |       |  |
|  |                  |                  |                  |     |  |             | Deonna Purrazzo | Deonna Purrazzo | Pin |  |       |       |       |  |
|  |                  |                  |                  |     |  |             |                 |                 | Pin |  |       |       |       |  |
|  |                  |                  | Jinny            |     |  |             |                 |                 |     |  |       |       |       |  |
|  | Nina Samuels     | Nina Samuels     | Pin              |     |  |             |                 |                 |     |  |       |       |       |  |
|  | Nina Samuels     | Nina Samuels     | Pin              |     |  |             |                 |                 |     |  |       |       |       |  |
|  | Jinny            |                  |                  |     |  |             |                 |                 |     |  |       |       |       |  |
|  |                  | Jinny            | Jinny            | Pin |  |             |                 |                 |     |  |       |       |       |  |
|  |                  |                  |                  | Pin |  |             |                 |                 |     |  |       |       |       |  |
|  |                  |                  | Millie McKenzie  |     |  |             |                 |                 |     |  |       |       |       |  |
|  | Millie McKenzie  | Millie McKenzie  | Pin              |     |  |             |                 |                 |     |  |       |       |       |  |
|  | Millie McKenzie  | Millie McKenzie  | Pin              |     |  |             |                 |                 |     |  |       |       |       |  |
|  | Charli Evans     |                  |                  |     |  |             |                 |                 |     |  |       |       |       |  |
|  |                  |                  |                  |     |  |             |                 |                 |     |  |       |       |       |  |
|  |                  |                  |                  |     |  |             |                 |                 |     |  |       |       |       |  |

## Campeonas

### Campeona actual
La campeona actual es Mercedes Moné, quién se encuentra en su primer reinado. Moné consiguió el título tras derrotar a la excampeona Mina Shirakawa el 5 de enero de 2025 en Wrestle Dynasty.

### Lista de campeonas
| N.º | Campeona       | Lucha                   | Lucha                           | Lucha                   | Estadísticas | Estadísticas | Notas y referencias |
| N.º | Campeona       | Fecha                   | Evento                          | Ubicación               | Reinado      | Días         | Notas y referencias |
| --- | -------------- | ----------------------- | ------------------------------- | ----------------------- | ------------ | ------------ | --- |
| 1   | Jinny          | 7 de enero de 2018      | RevPro Live At The Cockpit 25   | Londres, Inglaterra     | 1            | 147          | Derrotó a Deonna Purrazzo en la final del torneo para definir a la campeona inaugural.                                    |
| 2   | Jamie Hayter   | 3 de junio de 2018      | RevPro Live in Southampton 3    | Southampton, Inglaterra | 1            | 182          | [ 10 ] |
| 3   | Zoe Lucas      | 2 de diciembre de 2018  | RevPro Live At The Cockpit 35   | Londres, Inglaterra     | 1            | 439          | [ 11 ] |
| 4   | Gisele Shaw    | 14 de febrero de 2020   | RevPro High Stakes 2020         | Londres, Inglaterra     | 1            | 359          | [ 12 ] |
| 5   | Jamie Hayter   | 7 de febrero de 2021    | RevPro Epic Encounters 8        | Portsmouth, Inglaterra  | 2            | 133          | [ 13 ] |
| —   | Vacante        | 27 de junio de 2021     | —                               | —                       | —            | —            | Declarado vacante después de que Jamie Hayter decidiera asistir a una prueba para NXT UK en lugar de un evento de RevPro. |
| 6   | Gisele Shaw    | 4 de julio de 2021      | RevPro Live At The Cockpit 51   | Londres, Inglaterra     | 2            | 126          | [ 15 ] |
| 7   | Alex Windsor   | 7 de noviembre de 2021  | RevPro Live At The NOTpit 55    | Londres, Inglaterra     | 1            | 769          | [ 16 ] |
| 8   | Dani Luna      | 16 de diciembre de 2023 | RevPro Uprising 2023            | Londres, Inglaterra     | 1            | 252          | [ 17 ] |
| 9   | Mina Shirakawa | 24 de agosto de 2024    | RevPro 12 Year Anniversary Show | Londres, Inglaterra     | 1            | 134          | [ 18 ] |
| 10  | Mercedes Moné  | 5 de enero de 2025      | Wrestle Dynasty                 | Tokio, Japón            | 1            | 175+         | [ 19 ] |

### Total de días con el título
La siguiente lista muestra el total de días que una luchadora ha poseído el campeonato si se suman todos los reinados que posee. Actualizado a la fecha del 29 de junio de 2025.
| + | Indica a la campeona actual |

| N.º | Campeona       | Reinados | Total de días |
| --- | -------------- | -------- | ------------- |
| 1   | Alex Windsor   | 1        | 769           |
| 2   | Gisele Shaw    | 2        | 485           |
| 3   | Zoe Lucas      | 1        | 439           |
| 4   | Jamie Hayter   | 2        | 315           |
| 5   | Dani Luna      | 1        | 252           |
| 6   | Mercedes Moné  | 1        | 175+          |
| 7   | Jinny          | 1        | 147           |
| 8   | Mina Shirakawa | 1        | 134           |

### Mayor cantidad de reinados
| Reinados | Luchadora (s)             |
| -------- | ------------------------- |
| 2 veces  | Jamie Hayter, Gisele Shaw |